# Толо
То̀ло (на италиански: Tollo) е малко градче и община в Южна Италия, провинция Киети, регион Абруцо. Разположен е на 152 m надморска височина. Населението на общината е 4177 души (към 2013 г.).